# Тајна змајевог печата
Тајна змајевог печата (кин: 龙牌之谜; рус. Тайна печати дракона) руско-кинески је фантастично-авантуристички филм из 2019. године. Редитељ филма је Олег Степченко. Наставак је филма Виј — Повратак, биоскопског хита из 2014. који се слабо темељи на причи Виј Николаја Гогоља. Главне улоге глуме Џејсон Флеминг, Чарлс Денс (који понавља улогу из првог филма), Рутгер Хауер (један од последњих филмова пре своје смрти), Џеки Чен, Арнолд Шварценегер и Хелен Јао.
Universal Pictures је објавио филм у Кини 16. августа 2019. године. Филм је објављен преко видеа на захтев у Србији.

## Улоге
| Глумац                | Улога         |
| --------------------- | ------------- |
| Џејсон Флеминг        | Џонатан Грин  |
| Хелен Јао             | Ченг Лан      |
| Јуриј Колокољников    | Петар Велики  |
| Ана Чурина            | гђица Дадли   |
| Чарлс Денс            | лорд Дадли    |
| Рутгер Хауер          | амбасадор     |
| Џеки Чен              | учитељ Ет Ал  |
| Арнолд Шварценегер    | Џејмс Хук     |
| Мартин Клеба          | капетан       |
| Кристофер Фербенк     | Греј          |
| Игор Жижикин          | Козак         |
| Роберт Жилабер Куенка | стражар торња |